# Francesc de Castellví i Obando
|  | Aquest article tracta sobre el militar austracista català del segle XVIII. Si cerqueu el noble valencià del segle XV, vegeu «Francesc de Castellví i de Vic». |

Francesc de Castellví i Obando (Montblanc, Principat de Catalunya, 1682 - Viena, Arxiducat d'Àustria, 15 de setembre de 1757) fou un militar i historiador austracista català. Implicat fortament en la defensa de Barcelona acabà exiliat a Àustria on escrigué l'obra pel qual és més conegut les Narraciones Históricas que expliquen els esdeveniments entre 1700 i 1725 dels fets viscuts en primera persona.

## Orígens familiars
Francesc de Castellví va néixer a Montblanc el 16 de febrer de 1682 i fou batejat a l'església de Santa Maria. Era el quart fill i primer fill mascle d'Ignasi de Castellví i Pons i de la seva primera esposa, Joana Oballe i Obando, la qual cosa el convertia en hereu del patrimoni familiar. La família paterna pertanyia a la petita noblesa de Montblanc.
|  |                                               |  |  |  |  |  |  |  |  |  |  |  |  |  |  |  |
|  | 8. Francesc de Castellví i d’Armengol         |  |  |  |  |  |  |  |  |  |  |  |  |  |  |  |
|  |                                               |  |  |  |  |  |  |  |  |  |  |  |  |  |  |  |
|  |                                               |  |  |  |  |  |  |  |  |  |  |  |  |  |  |  |
|  | 4. Joan de Castellví i de Regàs               |  |  |  |  |  |  |  |  |  |  |  |  |  |  |  |
|  |                                               |  |  |  |  |  |  |  |  |  |  |  |  |  |  |  |
|  |                                               |  |  |  |  |  |  |  |  |  |  |  |  |  |  |  |
|  | 9. Anna de Regàs i de Sala                    |  |  |  |  |  |  |  |  |  |  |  |  |  |  |  |
|  |                                               |  |  |  |  |  |  |  |  |  |  |  |  |  |  |  |
|  |                                               |  |  |  |  |  |  |  |  |  |  |  |  |  |  |  |
|  | 2. Ignasi de Castellví i Pons 1642 - 1707     |  |  |  |  |  |  |  |  |  |  |  |  |  |  |  |
|  |                                               |  |  |  |  |  |  |  |  |  |  |  |  |  |  |  |
|  |                                               |  |  |  |  |  |  |  |  |  |  |  |  |  |  |  |
|  | 10. Joaquim Pons i d'Icart                    |  |  |  |  |  |  |  |  |  |  |  |  |  |  |  |
|  |                                               |  |  |  |  |  |  |  |  |  |  |  |  |  |  |  |
|  |                                               |  |  |  |  |  |  |  |  |  |  |  |  |  |  |  |
|  | 5. Lucrècia de Pons i de Castellví            |  |  |  |  |  |  |  |  |  |  |  |  |  |  |  |
|  |                                               |  |  |  |  |  |  |  |  |  |  |  |  |  |  |  |
|  |                                               |  |  |  |  |  |  |  |  |  |  |  |  |  |  |  |
|  | 11. Jerònima de Castellví i de Montserrat     |  |  |  |  |  |  |  |  |  |  |  |  |  |  |  |
|  |                                               |  |  |  |  |  |  |  |  |  |  |  |  |  |  |  |
|  |                                               |  |  |  |  |  |  |  |  |  |  |  |  |  |  |  |
|  | 1. Francesc de Castellví i Obando 1682 - 1757 |  |  |  |  |  |  |  |  |  |  |  |  |  |  |  |
|  |                                               |  |  |  |  |  |  |  |  |  |  |  |  |  |  |  |
|  |                                               |  |  |  |  |  |  |  |  |  |  |  |  |  |  |  |
|  | 6. Juan de Oballe                             |  |  |  |  |  |  |  |  |  |  |  |  |  |  |  |
|  |                                               |  |  |  |  |  |  |  |  |  |  |  |  |  |  |  |
|  |                                               |  |  |  |  |  |  |  |  |  |  |  |  |  |  |  |
|  | 3. Joana Oballe i Obando                      |  |  |  |  |  |  |  |  |  |  |  |  |  |  |  |
|  |                                               |  |  |  |  |  |  |  |  |  |  |  |  |  |  |  |
|  |                                               |  |  |  |  |  |  |  |  |  |  |  |  |  |  |  |
|  | 7. Jerónima Obando                            |  |  |  |  |  |  |  |  |  |  |  |  |  |  |  |
|  |                                               |  |  |  |  |  |  |  |  |  |  |  |  |  |  |  |
|  |                                               |  |  |  |  |  |  |  |  |  |  |  |  |  |  |  |

A la mort de la seva mare, Ignasi de Castellví es casà amb Maria Teresa de Ferran. D'aquest matrimoni en nasqueren una filla i dos fills, dels quals Josep Castellví i Ferran (1696-?), germanastre de Francesc, esdevindria tinent de corregidor i alcalde major de Montblanc (1746-1751).

## Primers anys
Malgrat no hi ha molta documentació sobre l'etapa d'estudiant de Castellví —a causa de la destrucció de l'arxiu familiar dels Castellví i també de la documentció de les universitats catalanes—, se sap que estudià dret a la Universitat de Lleida, tal com ell mateix reivindicà en diverses ocasions. Els esudis es veieren truncats amb l'esclat de la Guerra de Successió Espanyola. A principis de 1706 les tropes borbòniques de Felip d'Anjou van ocupar la franja de Lleida i Castellví va haver d'abandonar la ciutat, deixant inacabats els seus estudis de doctor en drets.

## Carrera política
Membre del Braç Militar, va participar en la Junta de Braços de Barcelona del juny de 1713 on es decidí la resistència fins al final de la ciutat contra les tropes de Felip V. Va lluitar amb el grau de capità en la defensa de Barcelona el 1714 al front de la 8a companyia del 2n batalló "Immaculada Concepció de la Verge Maria" de la Coronela de Barcelona. El 12 d'agost de 1714 fou ferit al Baluard de Sant Pere i durant la batalla de l'11 de setembre de 1714 es trobava contraatacant quan l'ordre de capitulació fou decretada. Ocupada la ciutat, Castellví fou sotmès a un règim de llibertat vigilada i les seves rendes li foren confiscades.
EL 1718, estant amb el seu parent Ambrosi Torrell i de Freixa i Oleguer Montserrat al Monestir de Vallbona de les Monges —d'on eren religioses les seves germanastres—, fou detingut per Salvador Prats i Matas. Castellví fou interrogat però no se li pogué incoar cap càrrec perquè tan sols se li podia imputar tenir els béns segrestats i haver demanat un passaport -que li havia estat denegat-, no havent donat motiu ni de paraula ni per escrit per tenir-lo per un dels «malcontents». Per tot això Castellví pogué pagar una "fiança" de 8.000 ducats a Salvador Prats i Matas, quedant alliberat a les 12 del migdia a diferència d'Ambrosi Torrell i d'Oleguer de Montserrat, que foren duts lligats a les presons de Barcelona. A partir d'aleshores passà a residir a casa dels seus parents els Armengol de Rocafort de Queralt.
El 1726 es va firmar la pau entre el rei borbó i l'emperador austríac. Aleshores es va declarar l'amnistia per als presoners polítics. Castellví ho aprofità i va emigrar a Viena, a la Cort de l'Arxiduc Carles, on va escriure Narraciones Históricas desde el año 1700 hasta el año 1725.
Entre el 1735 i el 1738, va participar en l'expedició d'exiliats catalans a Àustria que va seguir el curs del riu Danubi fins a l'actual regió de Vojvodina (Sèrbia) amb l'objectiu de fundar una nova ciutat: Nova Barcelona. L'imminent perill que provocava la proximitat dels otomans i una epidèmia de pesta van fer descartar el projecte. La població (800 hab.) es va reduir a menys de la meitat en tan sols tres anys.
Va retornar a Viena, on l'emperador Carles li va atorgar una renda anual com a exmilitar de la Guerra de Successió fins a la seva mort.

## Llegat

### Narraciones Históricas
Influït molt probablement per l'obra historiogràfica de Narcís Feliu de la Penya, va escriure Narraciones Históricas desde el año 1700 al 1725, on explicà els esdeveniments entre 1700 i 1725 dels fets viscuts en primera persona.

### Reconeixements
L'Ajuntament de Montblanc el nomenà Fill Predilecte de la Vila i, des de llavors, cada any, per la Diada Nacional de Catalunya, se li fa una ofrena floral al monument en honor seu erigit a la plaça de Sant Francesc i que conté la següent inscripció: 
Montblanc al seu fill predilecte 
FRANCESC DE CASTELLVÍ I OBANDO
(Montblanc 1682 - Viena 1757)
Heroi de les llibertats catalanes
en el setge de Barcelona de 1714.